# Robert Franz
Robert Franz, ursprungligen Robert Franz Julius Knauth, född den 28 juni 1815 i Halle, död där den 25 oktober 1892, var en tysk tonsättare. 
Franz musicerade till en början på egen hand och fick först 1835 tillåtelse av sin far att studera musik. Han studerade i två år för Friedrich Schneider i Dessau och ägnade därefter flera år åt att studera Bachs, Händels, Beethovens och Schuberts verk samtidigt som han komponerade och bedrev vetenskapliga studier. År 1841 anställdes han som organist i Ulrichskirche och blev 1842 dirigent vid Singakademie Halle och 1859 Universitätsmusikdirektor vid Martin-Luther-Universität Halle-Wittenberg. År 1865 blev han hedersdoktor där samt 1885 hedersborgare i staden.
År 1843 gav han ut ett första häfte sånger, som av Schumann omnämndes positivt i Neue Zeitschrift für Musik. Sina befattningar måste han lämna 1868 på grund av en öronsjukdom. Hans ekonomi räddades av Joseph Joachim, Franz Liszt med flera, som genom välgörenhetskonserter samlade in 30 000 thaler.  Franz var vid sidan av Schubert och Schumann en av 1800-talets största romanskompositörer. Han valde framför allt texter av poeter som Heinrich Heine, Robert Burns, Nikolaus Lenau, Joseph von Eichendorff, Karl Wilhelm Osterwald med flera. 
Franz gav ut sammanlagt omkring 300 sånger. Dessutom skrev han ett Kyrie  a cappella, Psalm 117 för dubbelkör och tolv vokalkvartetter. Han gjorde "stilriktiga och nödvändiga fyllnadsbearbetningar" av åtskilliga andra tonsättares verk, bland annat Bachs "Matteuspassionen", "Magnificat", "Julorartorium", "Trauerode" och kantater, Händels "Messias", "Jubilate" och "L'allegro", duetter och arior av både Bach och Händel samt d'Astorgas "Stabat mater" och Durantes "Magnificat".
Han gifte sig 1848 med tonsättaren Marie Hinrichs, som var dotter till Hermann Friedrich Hinrichs. Makarna fick tre barn.

## Eftermäle
Asteroiden 10116 Robertfranz är uppkallad efter Robert Franz.
En minnesvård över Franz, en obelisk med marmorbyst av skulptören Fritz Schaper, avtäcktes 1903 i Halle.